# FBCニュース
『FBCニュース』（エフビーシーニュース）は、福井放送のテレビ（FBCテレビ）、ならびにラジオ（FBCラジオ）において放送されているローカルニュース番組である。

## FBCテレビ
FBCテレビでは原則昼、夕方、夜の3回『FBCニュース』を放送している。ラジオセンター以外に属するアナウンサーが当番制で担当する。NNNとANNとのクロスネットであるため、特徴ある編成を行っている。
本社1階Jst（通称Jスタ）から放送。セットに関しては、夕方のニュース（現在は『おじゃまっテレ ワイド&ニュース』）のものを使う事が多いが、たまに副調整室の方を使うこともある。
単独番組で放送する場合（月 - 水曜・週末夜など）は、オープニングとエンディングを放送する（一部例外あり）。

### 昼
- 月曜 - 金曜 11:38 - 11:40（『NNNストレイトニュース』に内包）
- 土曜 11:35 - 11:40
- 日曜 11:30 - 11:45（『FBC・NNNストレイトニュース』としての時間を表記。全国・関東・ローカルニュースと天気予報を放送）

放送の形態
- 月曜 - 金曜 - オープニングのみ流し、ニュースは1項目（実質ローカルパート。『FBC・ANNニュース』では全国ニュースを2～3項目ほど放送）
- 土曜 - 『NNNストレイトニュース』終了後、単独番組として放送。
- 日曜 - 『NNNストレイトニュース』関東ローカルのニュース終了後、CMを挟んでローカルパートとして放送。

天気予報
- 月曜 - 金曜 - 11:53ごろから『ANNニュース』を途中終了して放送（各地の天気のみでアナウンスなし）。また、放送時間の長さは、ニュースの内容によって前後する。
- 土曜 - 『NNNストレイトニュース』内で日本テレビより全国の天気とFBCより県内の天気が放送される。
- 日曜 - ローカルニュース終了後に放送。タイトルは「こんにちは天気予報」。

その他
- 2007年9月まで『FBC・NNNニュースD』及び『FBC・ANNニュース』のスポンサーとなっていた各社は、提供番組を『情報ライブ ミヤネ屋』（15時台）に変更した（平日のみ）。
- 週末の『ストレイトニュース』は、土曜はエンドカード、日曜は関東ローカルのニュースもネットしている。また、『ANNニュース』もフルネットで放送している。

### 週末の夕方
- 土曜日 17:20 - 17:30（『FBC news every.サタデー』）
- 日曜日 18:50頃（『真相報道 バンキシャ!』内）
  - テロップは『FBCニュース』のフォーマットを使用している。
  - 土曜日のニュースはオープニングもエンディング（『FBCニュース』終了後の天気予報含む）もない（実質ローカルパート）。日本テレビ発の『news every.サタデー』を飛び降りた後、CMを挟んでテロップで「CMに引き続き FBCニュース をお送りします」と表示した後、再びCMを挟んで放送する。ニュース終了後はCMを挟んでFBC足羽山情報カメラの映像が流れ、天気予報を放送する。
  - 日曜日はかつて天気情報を放送していたが現在は原則として放送されていない。

### 夜
- 月曜 - 水曜および土曜・日曜 21:54 - 22:00
- 月曜 - 木曜 23:53頃（『news zero』内）
- 金曜 24:23頃（『news zero』内）

## FBCラジオ
- 原則毎正時に放送。
- 全国ニュースを伝える場合NNNニュースか朝日新聞ニュース（どの場合でも「NNNニュースor朝日新聞からのニュースです」との前置きがある）のいずれかを放送し、時間帯によってはその後に福井県内のニュース（自社取材　この場合でも「FBCニュースです」との前置きがある）を放送している。一部時間帯にはニュースの後に天気予報（基本県内。時間によっては近接府県の石川県、滋賀県、京都府を含む）も放送される。
- ワイド番組内の放送は第1スタジオより放送し、その他の時間帯はラジオマスター横のブースから放送。

### 平日
- 7:00、7:40、8:25、9:00、10:00、11:00 - 『良ーいドン!!』に内包。
- 12:00 - 『ランチタイムニュース・天気予報』に内包。
  - 12:01 - 12:07は文化放送の『ランチタイム ニュース』をネットしている。
- 13:00、14:00、15:00 - 『午後はとことん よろず屋ラジオ』に内包（16時台は放送なし）。
- 17:15 - 金曜のみ。
- 17:50 - 月曜 - 木曜のみ『ユーグレディオ』に内包。以前は『FBCラジオ夕刊』や『午後はとことんワイド』に内包されていた。
  - なお、8時台は『日本全国8時です』放送のため、定時放送を変更して放送する。
  - ワイド番組内の放送の場合はメインパーソナリティが担当する。7:00、7:40のニュースは朝ワイドのアナウンサーが担当する。17:50のニュースはラジオセンターのアナウンサーや報道部・制作部に所属するアナウンサーが当番制で担当する。午後ワイドでは一部で社外からパーソナリティを起用しているが、2003年11月頃から社外のパーソナリティでもニュースを読むようになった。それまではアナウンサーが当番制で対応した。現在はアナウンサーの当番制に戻っている。
  - なお、以前の朝ワイド番組『げんき一番』内の10:40頃に「ニュースBOX」と称したニュースの時間があった。この時間は女性アシスタントが担当することもあった。

### 土曜日
- 8:20、9:00、10:00 - 『清田精二のいいね土曜日!』に内包。
- 11:55 - 『ゴッドアフタヌーン アッコのいいかげんに1000回』に内包。上述のように担当は当番制。
- 15:55 - 『伊東四朗・吉田照美 親父熱愛』に内包。上述のように担当は当番制。
- 17:50 - 上述のように担当は当番制。

### 日曜日
- 8:55 - 『地方創生プログラム ONE-J』に内包。上述のように担当は当番制。
- 12:00、17:55 - 日曜日は終日当番制で対応。

## 関連番組
現在
- おじゃまっテレ ワイド&ニュース
- おじゃまっテレ ワイド&ニュース FRIDAY
- FBC news every.サタデー

過去
- Newsリアルタイムふくい - 月曜 - 金曜
- イケてる福井 ワイド&ニュース
- FBCニュースプラス1サタデー・サンデー - 土曜・日曜夕方（1996年4月 - 2006年3月）
- FBC Newsリアルタイムサタデー - 土曜夕方（2006年4月 - 2009年3月）